# Trofeo Viguzzolo
Le Trofeo Viguzzolo est une course cycliste italienne disputée au mois de septembre autour de Viguzzolo, dans le Piémont. Créée en 2011, elle est organisée par le Gruppo Sportivo Bassa Valle Scrivia.
Durant son existence, cette épreuve fait partie du calendrier régional de la Fédération cycliste italienne, en catégorie 1.19. Elle est par conséquent ouverte aux coureurs espoirs (moins de 23 ans) et élites sans contrat. 